# La Maison-Dieu
La Maison-Dieu è un comune francese di 143 abitanti situato nel dipartimento della Nièvre nella regione della Borgogna-Franca Contea.

## Società

### Evoluzione demografica
Abitanti censiti